# Демар, Шарлотта
Кристи́на Антуане́тта Шарло́тта Дема́р, мадемуазель Демар (фр. Christine Antoinette Charlotte Desmares, Mlle Desmares; 1682, Копенгаген, Королевство Дания — 12 сентября 1753, Сен-Жермен-ан-Ле, Королевство Франция) — французская актриса

, артистка труппы «Комеди Франсез» (1699–1721; сосьетер с 1699). Представительница известной актёрской династии Демар, популярная трагическая и комическая актриса первой трети XVIII века, любовница регента герцога Филиппа II Орлеанского.

## Жизнь и карьера
Родилась в Копенгагене; дочь актёра Никола Демара и старшая сестра Катерины Данжевиль, племянница и ученица Мари Шанмеле. Впервые вышла на сцену в возрасте 8 лет под именем Лолотты в августе 1690 года. Девять лет спустя — в январе 1699 года — она дебютировала в составе труппы «Комеди Франсез» в роли Ифигении в «Оресте и Пиладе» Лагранжа-Шанселя; через несколько месяцев она была принята в сосьетеры труппы на смену своей тётке и наставнице. В течение последующих двух десятилетий Демар, — ведущая артистка «Комеди Франсез» и последовательница «высокого» классицистического стиля игры наряду с другой ученицей Шанмеле, своей соперницей и товаркой по труппе мадемуазель Дюкло, — получила большую популярность как трагическими (Гермиона в «Андромахе» Расина, Эмилия в «Цинне» Пьера Корнеля, Иокаста в «Эдипе» Вольтера), так и комическими ролями (Лизетта в «Единственном наследнике» Реньяра, Нерина в «Бесстыдно-любопытном» Детуша). Демар оставила сцену — как утверждается, неожиданно, в разгар своей славы — в мае 1721 года, ограничиваясь лишь представлениями в частном кругу.
В молодости Демар была метрессой сперва сына Людовика XIV Великого Дофина, а затем его племянника и зятя герцога Шартрского (впоследствии герцога Орлеанского и регента Франции); от связи с последним осенью 1700 года Демар родила дочь Анжелику де Фруасси — в замужестве графиню де Сегюр. Позднее Демар родила ещё двух детей от разных отцов, прежде чем стать возлюбленной швейцарского финансиста Антуана Хоггера, бывшего поклонником актрисы. Для Демар Хоггер построил по проекту Франсуа Дебиа-Обри отель де Вильруа в современном седьмом округе Парижа (ныне — здание министерства сельского хозяйства Франции); позднее Демар обустроила в Шантийоне роскошную резиденцию Фоли-Демар, также сохранившуюся. Демар умерла 12 сентября 1753 года в Сен-Жермен-ан-Ле в возрасте 71 года.

## Изображения в культуре

### В литературе
По распространённому, хотя и не всеми поддерживаемому мнению, литературный портрет актрисы был выведен Аленом-Рене Лесажем в плутовском романе «Жиль Блас»:

«<…> Скажу даже, что я в восторге от актрисы, игравшей наперсницу в интермедиях. Какая естественность! С какой грацией она держит себя на сцене! Когда ей по роли приходится отколоть какую-нибудь шутку, она сопровождает ее лукавой и очаровательной улыбкой, которая усиливает пикантность. Ее можно было бы, пожалуй, упрекнуть в том, что она иной раз переигрывает и переходит границы дозволенной смелости, но не надо быть чересчур строгим. Мне хотелось бы только, чтобы она исправилась от одной дурной привычки. Часто посреди представления, в каком-нибудь серьёзном месте, она нарушает ход действия и разражается смехом, от которого не может удержаться. Вы мне скажете, что публика аплодирует ей даже и в такие моменты, но, знаете ли, это ее счастье.»
Оригинальный текст (фр.)Je vous dirai même que je suis enchanté de l’actrice qui a fait la suivante dans les intermèdes. Le beau naturel ! Avec quelle grâce elle occupe la scène ! A-t-elle quelque bon mot à débiter, elle l’assaisonne d’un souris malin et plein de charmes, qui lui donne un nouveau prix. On pourrait lui reprocher qu’elle se livre quelquefois un peu trop à son feu et passe les bornes d’une honnête hardiesse ; mais il ne faut pas être si sévère. Je voudrais seulement qu’elle se corrigeât d’une mauvaise habitude. Souvent, au milieu d’une scène, dans un endroit sérieux, elle interrompt tout à coup l’action, pour céder à une folle envie de rire qui lui prend. Vous me direz que le parterre l’applaudit dans ces moments mêmes : cela est heureux.

### В изобразительном искусстве

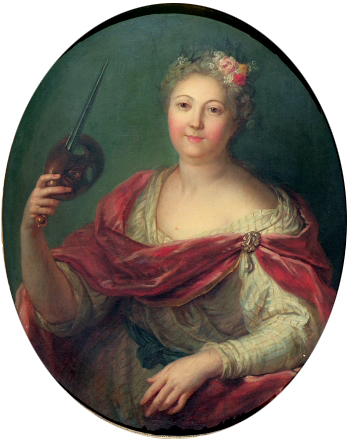
Ш. Куапель, копия. Портрет Шарлотты Демар. Холст, масло
Комеди Франсез, Париж

В современной литературе сообщается о двух достоверных портретах Шарлотты Демар. Одним из них, наиболее известным и единственным сохранившимся, является пастель Шарля Куапеля, датируемая 1720-ми годами и опубликованная в 1733 году в виде гравюры Франсуа Бернара Леписье; пастель упоминается в описи имущества актрисы, составленной в 1746 году. На пастели Куапеля, в настоящее время считающейся утерянной, Демар изображена с маской и кинжалом — свидетельствами её способностей в комических и трагических ролях; этот факт подчёркивается в катрене, опубликованном к гравюре Леписье. Копия с пастели Куапеля (холст, масло; 80 × 65 см), одно время ему приписывавшаяся, была приобретена в коллекцию «Комеди Франсез» у живописца Пьера-Ноласка Бержере в 1827 году. Другой достоверный портрет Демар, написанный Жозефом Аведом, был записан в посмертной описи имущества Демар в 1753 году; полотно Аведа перешло в собственность её дочери Шарлотты д’Амур, где оставалось вплоть до смерти последней в 1783 году.
Помимо вышеназванных произведений с именем Демар связывается, начиная с конца 1870-х годов, композиция Жана-Батиста Сантерра «Мадемуазель с письмом» 1700-х годов, различные версии которой имеются в частных и публичных коллекциях (в том числе в «Комеди Франсез» и Музее изящных искусств Бостона). Эта точка зрения, хотя является популярной, не имеет под собой документальных свидетельств и подвергается сомнению — согласно противоположной позиции, высказанной в частности исследовательницей творчества Сантерра Клод Лен, «Мадемуазель с письмом» представляет собой пример так называемых «фантазийных головок», характерных для Сантерра в поздний период его творчества; кроме того, сравнение с пастелью Куапеля не даёт оснований утверждать о сходстве с изображенной на картине моделью. Также Демар отождествляли с персонажем шпалеры «Дама с маской» из коллекции нью-йорского Метрополитен-музея, вытканного в Мануфактуре Гобеленов по другой, близкой по композиции работе Сантерра. Ещё один предположительный портрет Демар, приписанный Жану Рау, находился в коллекции писателя Арсена Уссе и проходил на распродаже последней, устроенной в 1891 году. К началу XVIII века также относится офорт неизвестного художника, подписанный «Мадемуазель Демар, актриса Оперы».
Рядом исследователей также считается, что Демар была моделью нескольких произведений пионера французского рококо Антуана Ватто; исследователи предполагали наличие между художником и актрисой некоторой, иногда определяемой как романтическая, связи. Советская исследовательница творчества Ватто, хранитель коллекций Эрмитажа Инна Немилова считала, что с Демар и другими артистами труппы «Комеди Франсез» Ватто познакомил один из его ближайших друзей, литератор Антуан де Ларок; по мнению Немиловой, Ватто на протяжении творческой жизни оставался страстным поклонником актрисы. В статье для каталога юбилейной выставки творчества Ватто (1984–1985) французский театровед Франсуа Муро писал, что у Демар были свои причины знакомиться с Ватто. Основанием для подобного рода предположений служила подпись на гравюре Луи Депласа «Мадемуазель Демар в роли паломницы» (фр. Mlle Desmares joüant le rôle de Pelerine) с рисунка Ватто, изображающего женщину в костюме паломницы; наряду с пастелью Куапеля гравюра Депласа и вместе с ней рисунок Ватто считались одним из немногих достоверных портретов Демар. Впоследствии эта фигура появилась на картине «Остров Кифера» (ныне в Штеделевском институте во Франкфурте-на-Майне), связываемой с финальным актом пьесы Данкура «Три кузины»; похожий образ, как считается, появляется в левой нижней части луврской версии «Паломничества на остров Киферу» — одной из ключевых работ Ватто, ставшей развитием начатой в предыдущей картине темы. Среди других картин Ватто, моделью которых считается Демар с различной степенью убедительности: «Кокетки» («Актёры Французского театра»), «Мечтательница», «Искательница приключений», «Венецианский праздник» и «Любовь на французской сцене». Тема предполагаемых отношений между Ватто и Демар, также как и их отражение в творчестве художника, стала темой художественного фильма «Тайна Антуана Ватто» (2007).

Предполагаемые изображения Шарлотты Демар
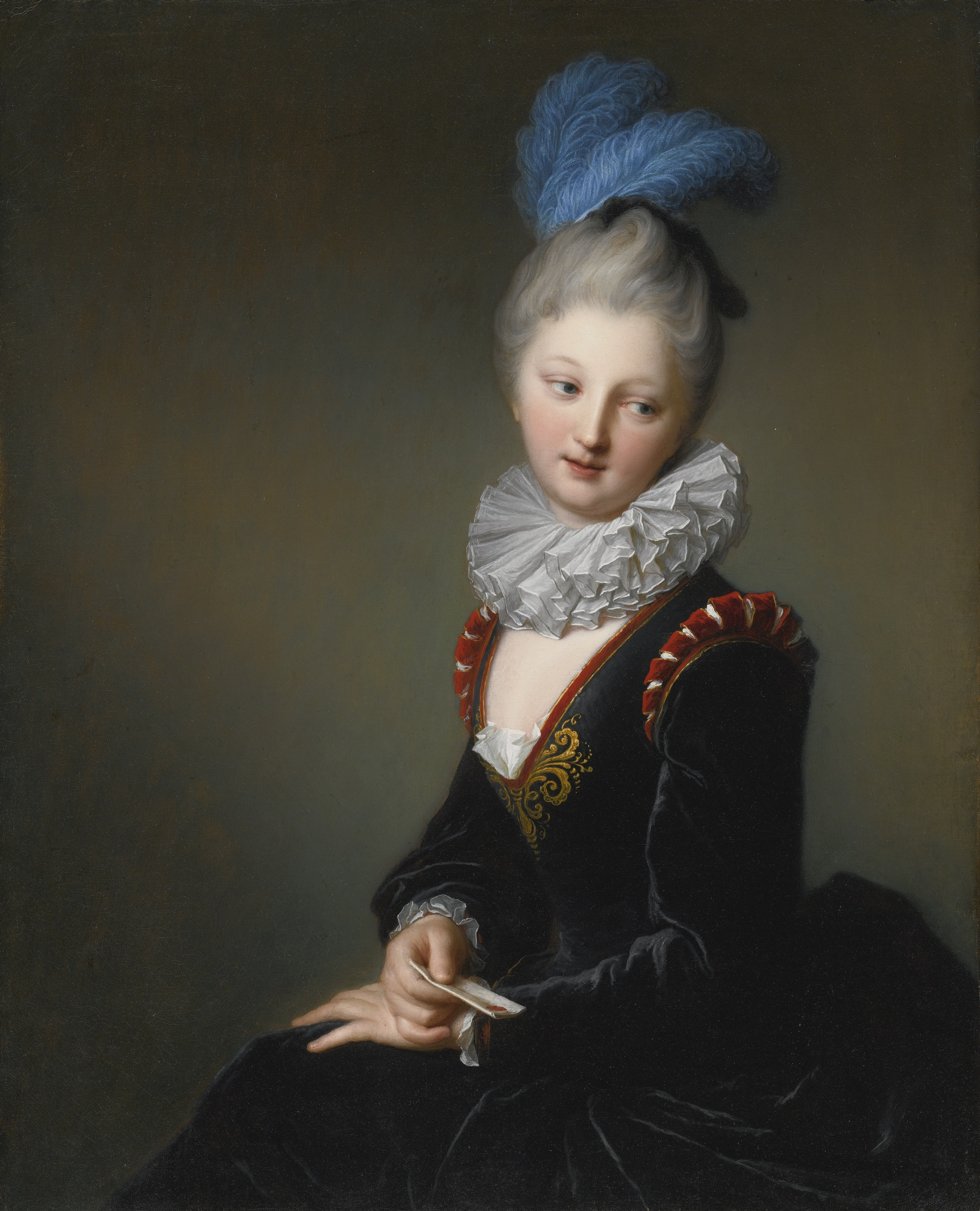
Ж.-Б. Сантерр. Мадемуазель с письмом. 1700-е годы Частное собрание
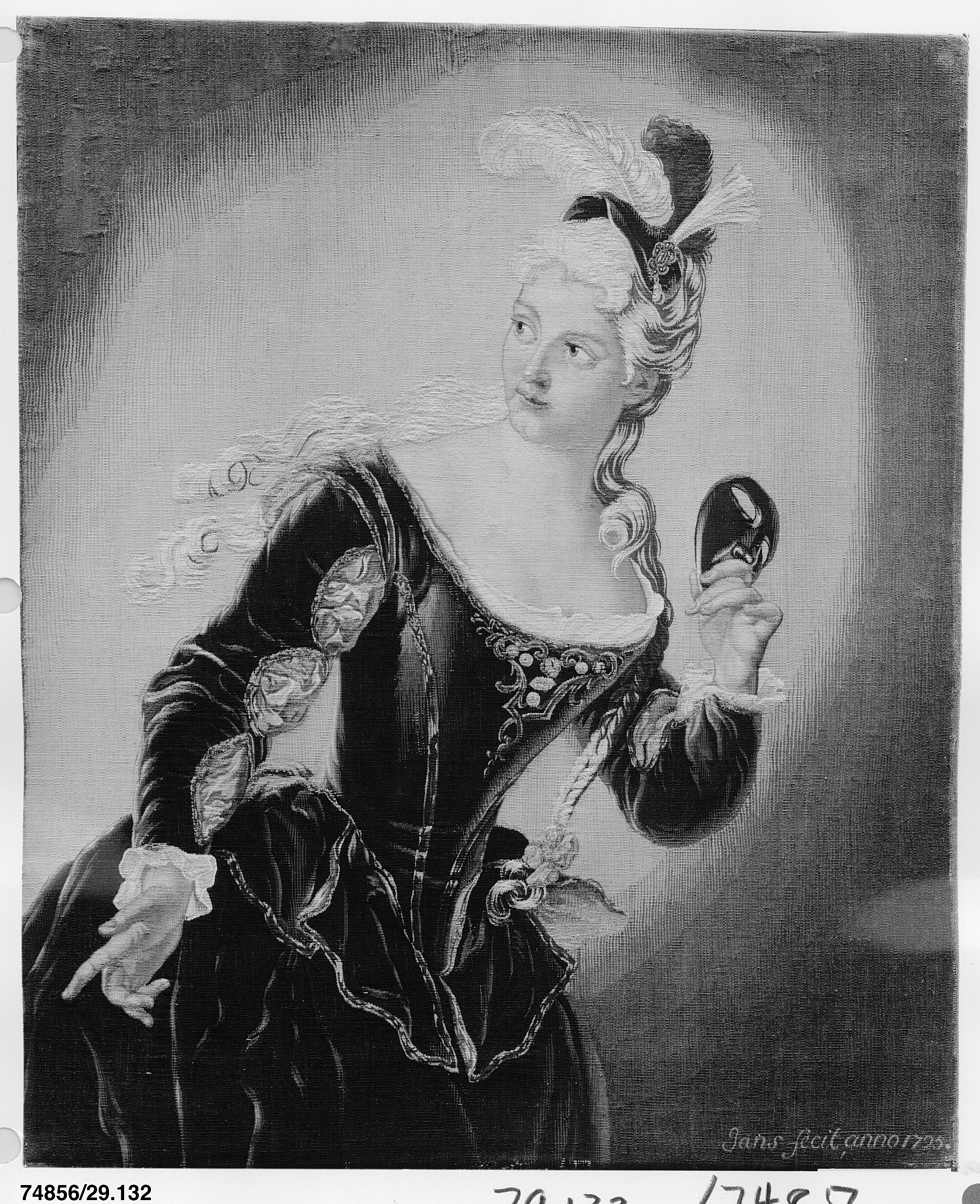
Ж.-Ж. Янс. Дама с маской. Шпалера по композиции Ж.-Б. Сантерра. 1725 Метрополитен-музей, Нью-Йорк
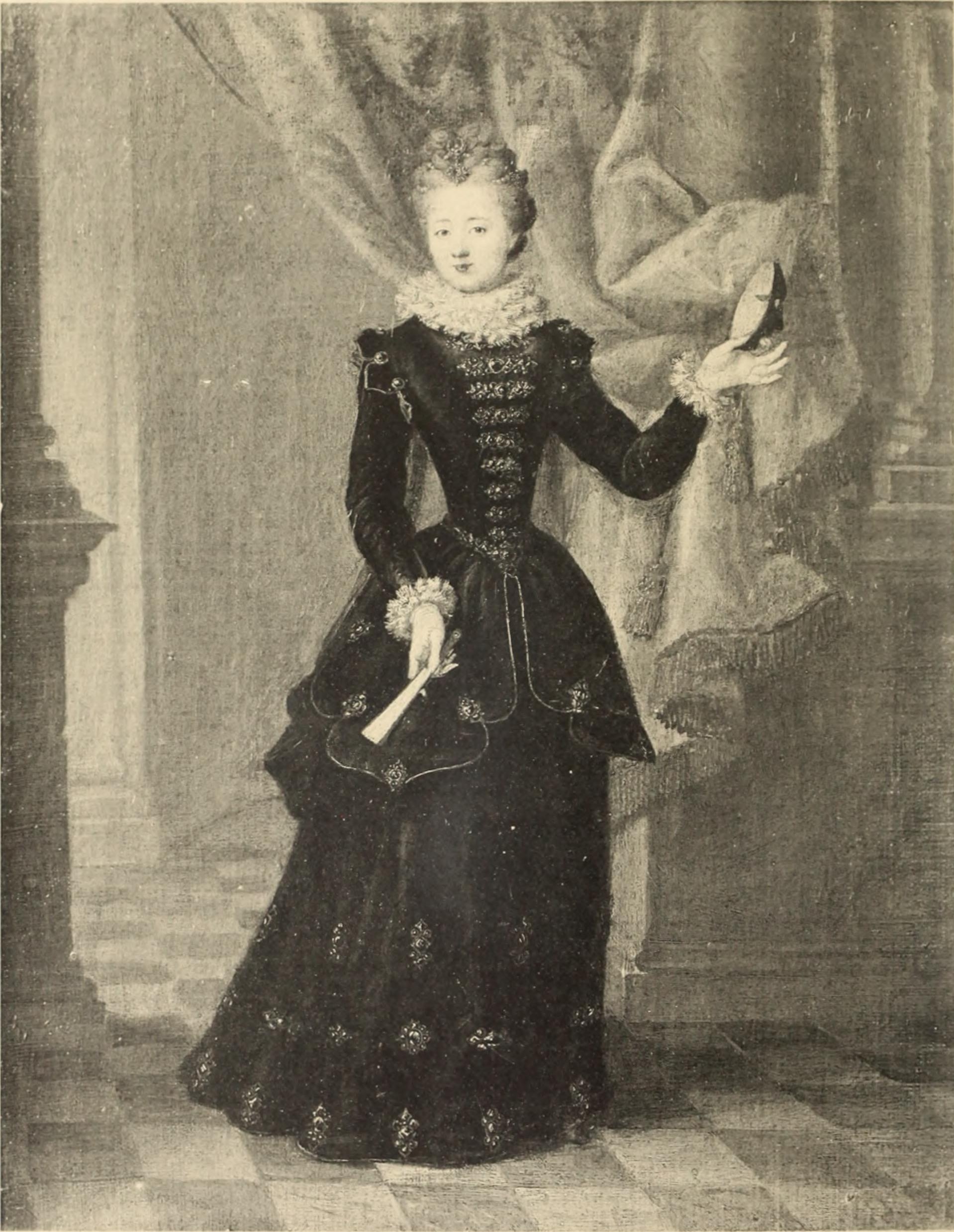
Ж. Рау (?). Портрет Шарлотты Демар (?) Принадлежал Арсену Уссе
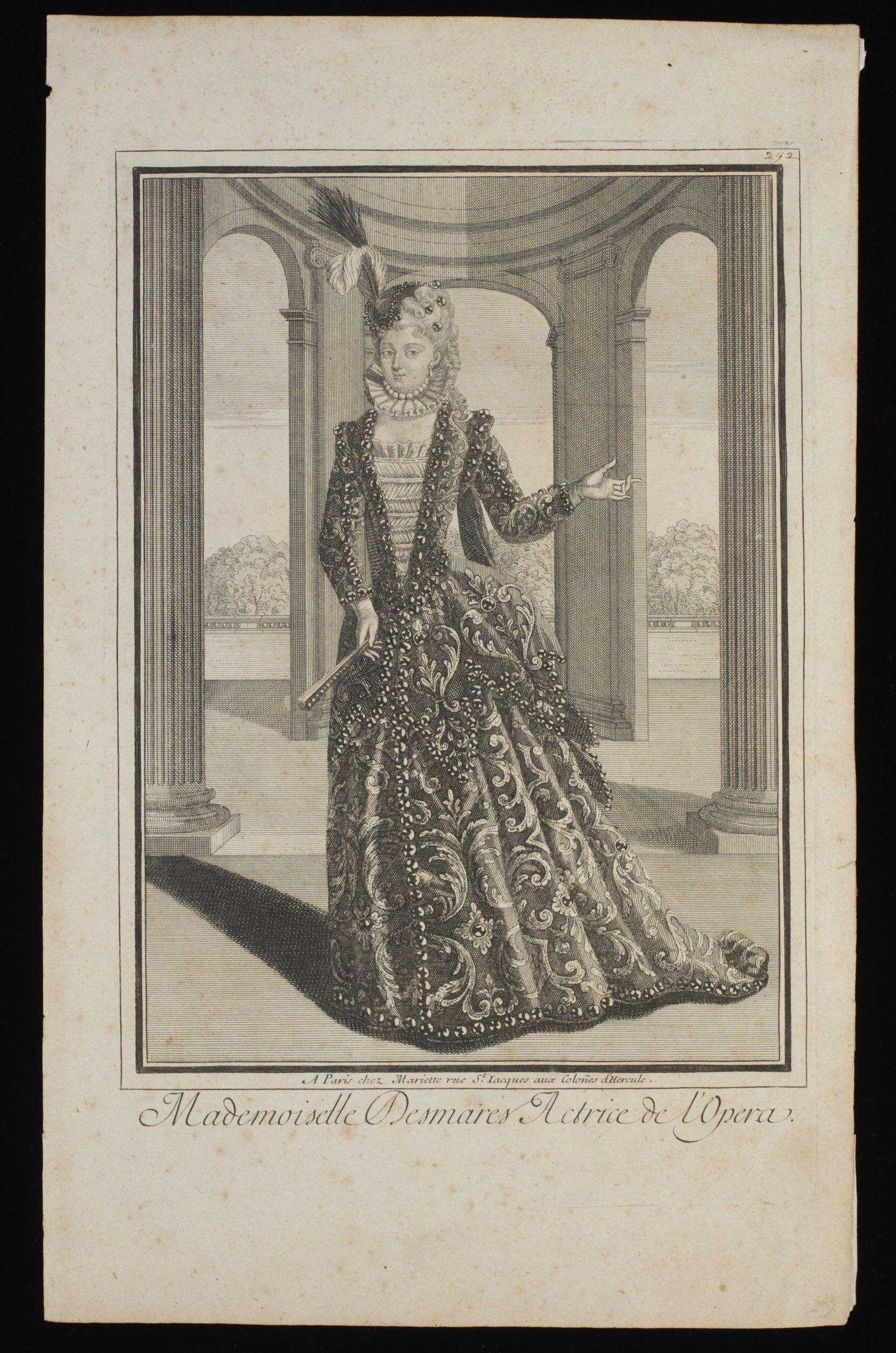
Неизвестный художник. Мадемуазель Демар, актриса Оперы. Начало XVIII века Музей Виктории и Альберта, Лондон
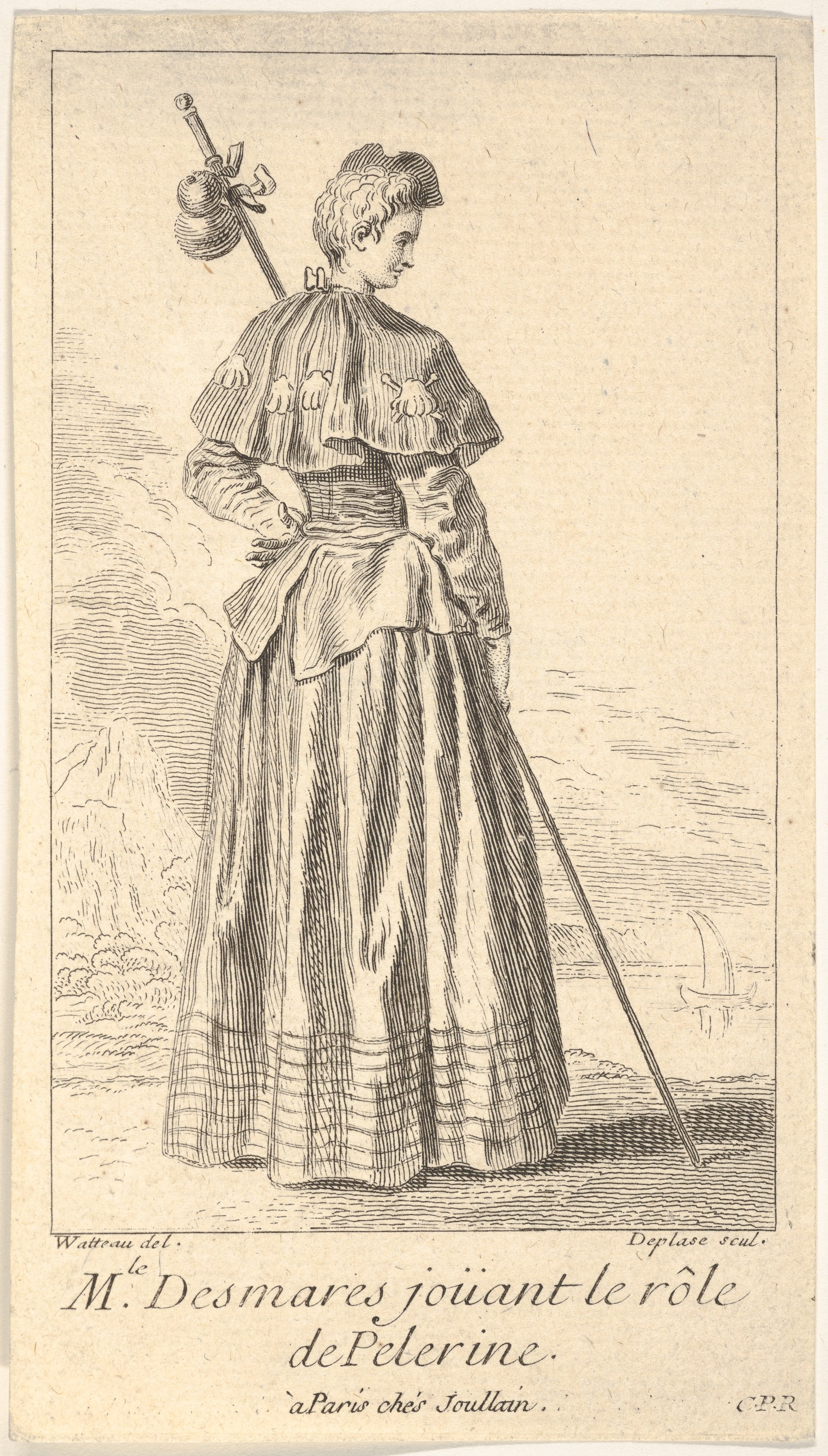
Л. Деплас[фр.]. Мадемуазель Демар в роли паломницы. Гравюра по рисунку А. Ватто. 1710-е годы Метрополитен-музей, Нью-Йорк
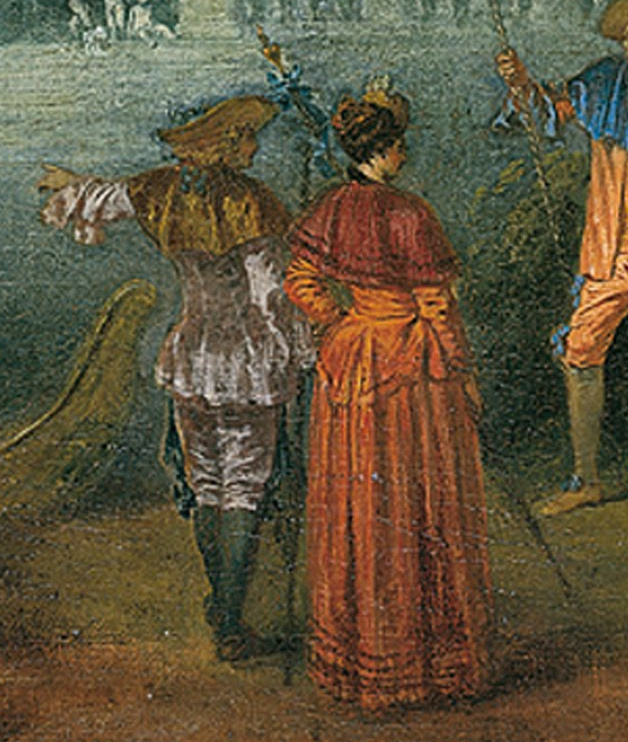
А. Ватто. Остров Кифера. Около 1709–1713. Деталь Штеделевский институт, Франкфурт-на-Майне
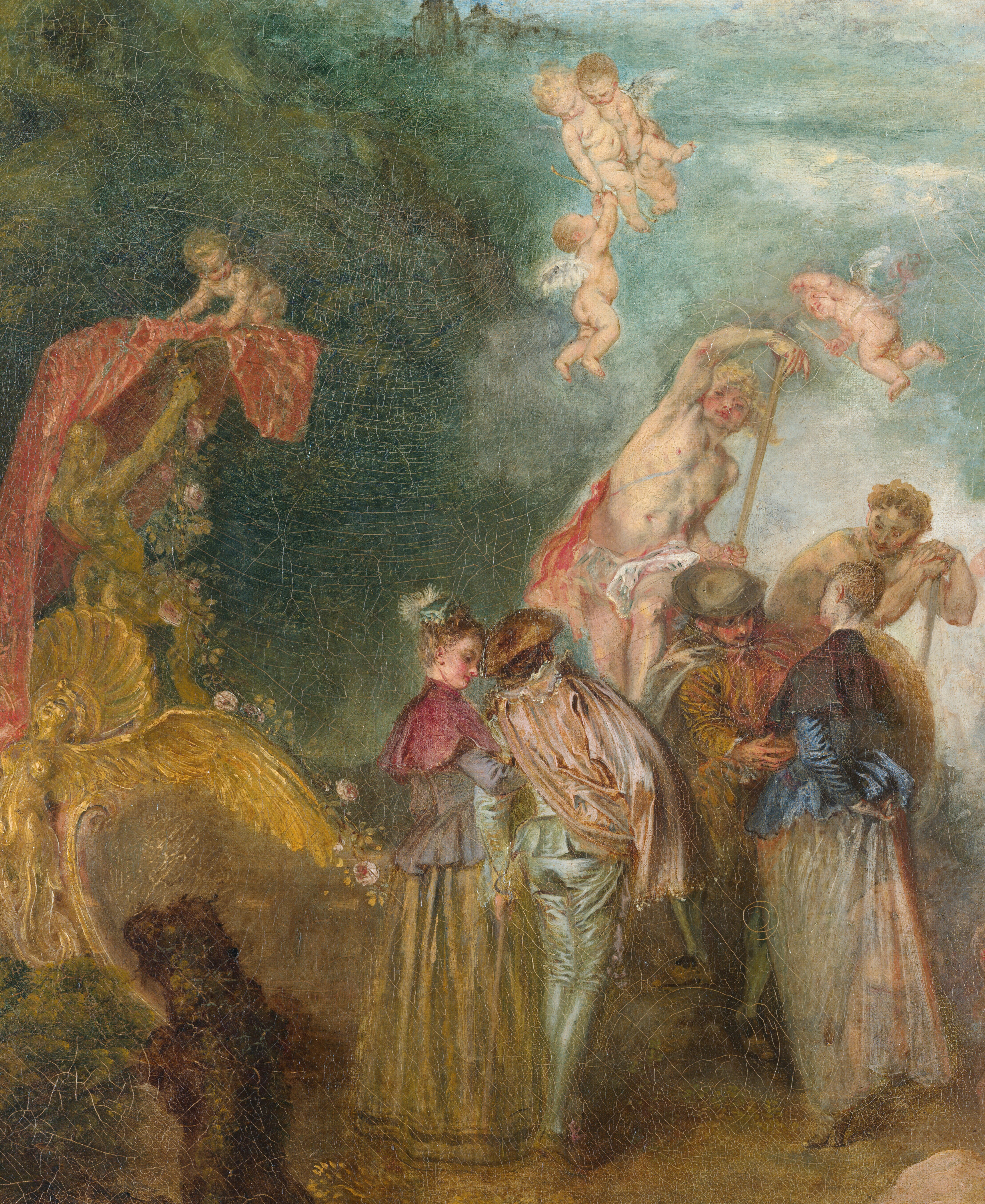
А. Ватто. Паломничество на остров Киферу. 1717. Деталь Лувр, Париж
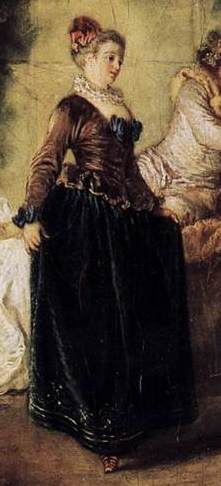
А. Ватто. Любовь на французской сцене. Около 1715–1716. Деталь Картинная галерея, Берлин
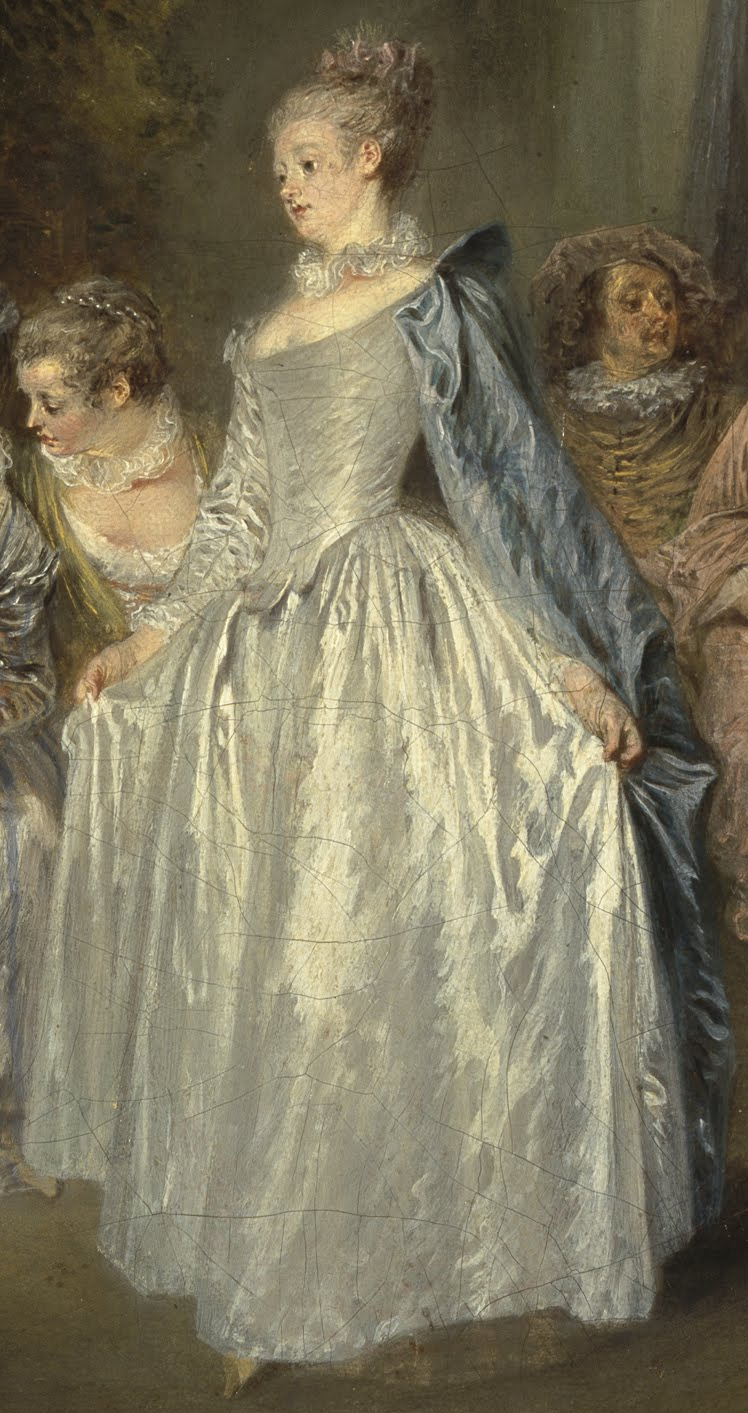
А. Ватто. Венецианский праздник. Около 1717–1719. Деталь Национальная галерея Шотландии, Эдинбург
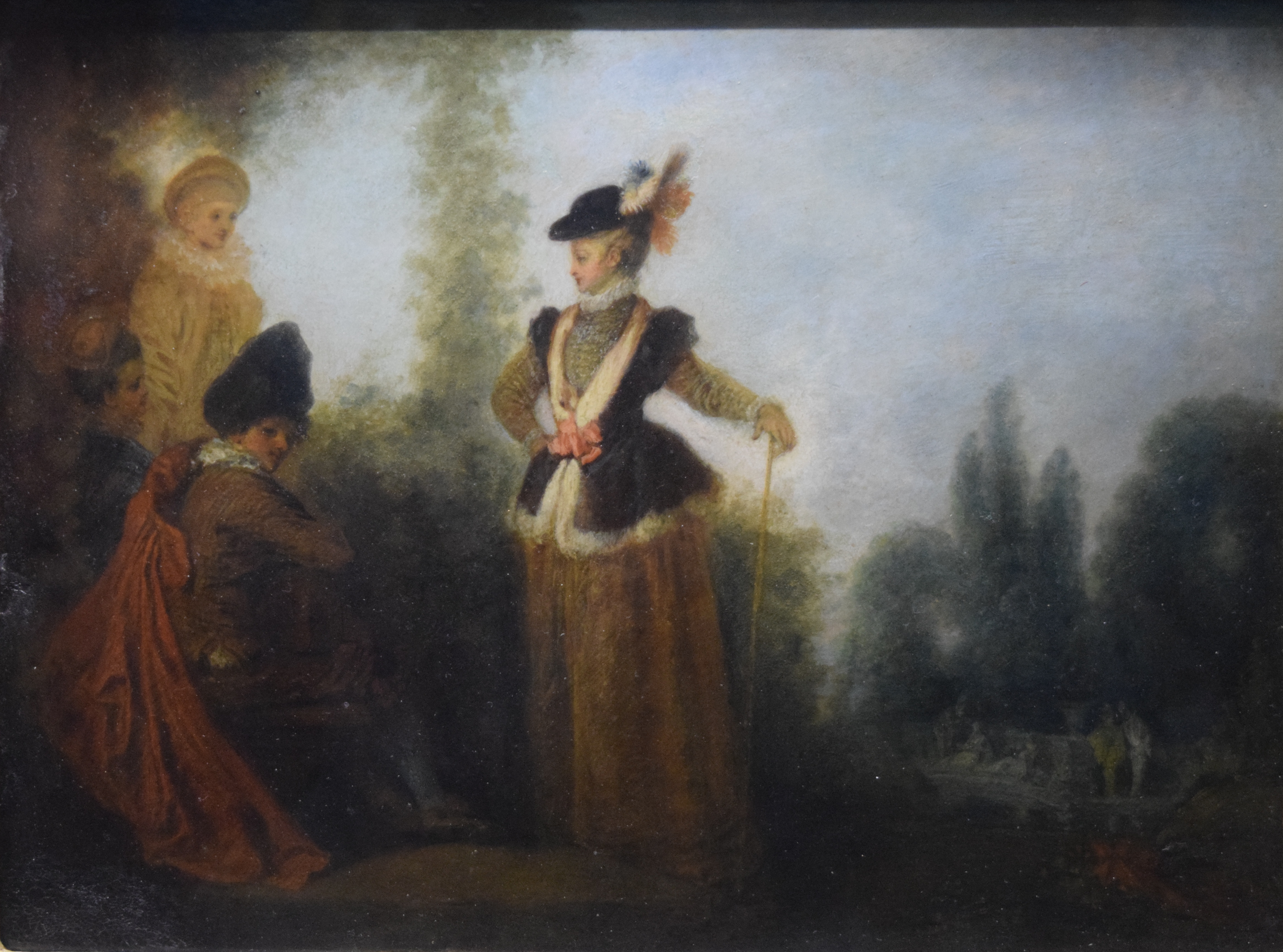
А. Ватто. Искательница приключений. Около 1712–1715 Музей изящных искусств, Труа
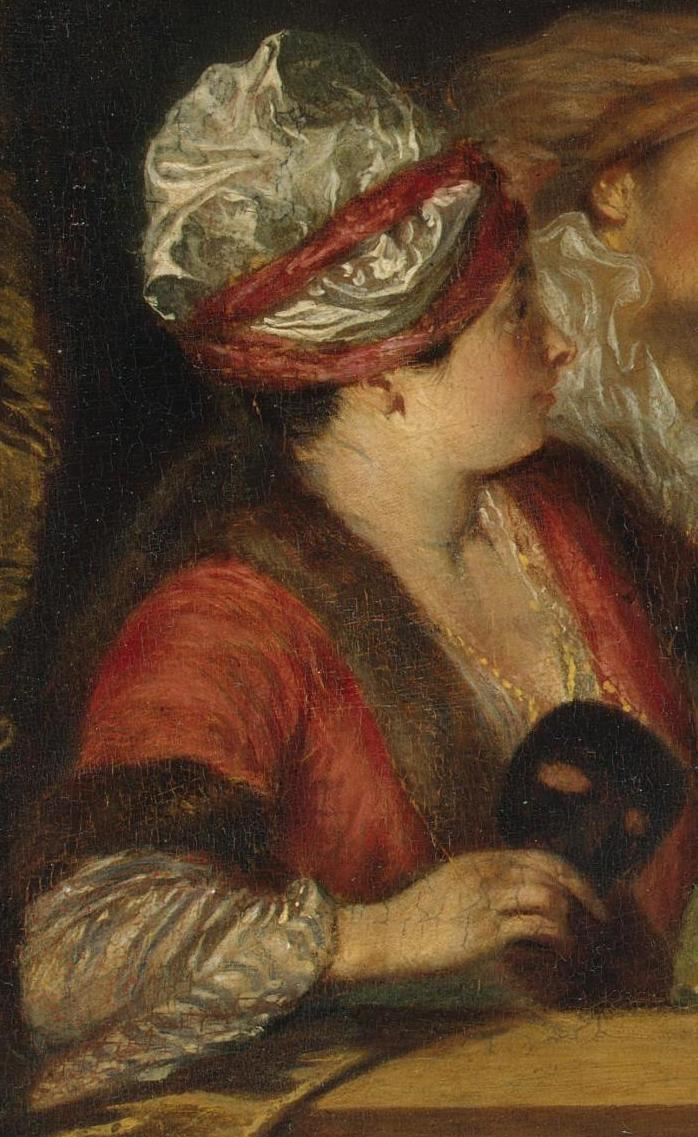
А. Ватто. Актёры Французского театра («Кокетки»). Около 1711–1718. Деталь Эрмитаж, Санкт-Петербург
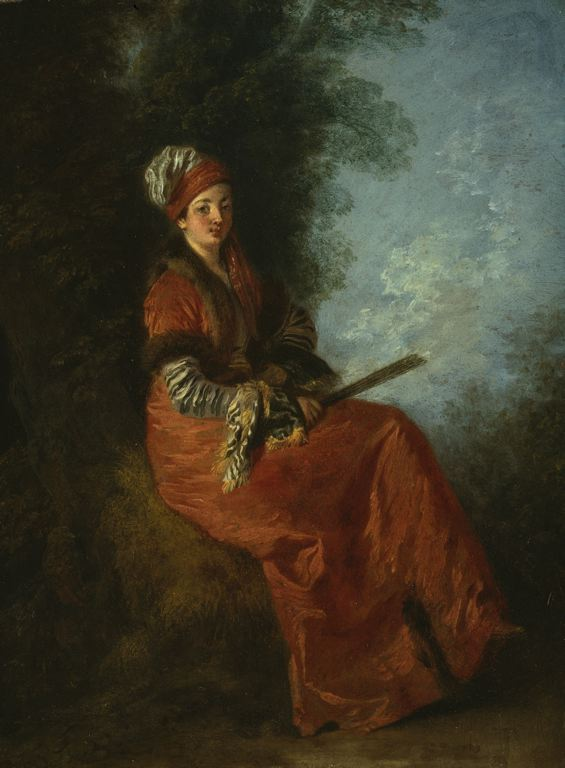
А. Ватто. Мечтательница. Около 1712–1717 Институт искусств, Чикаго
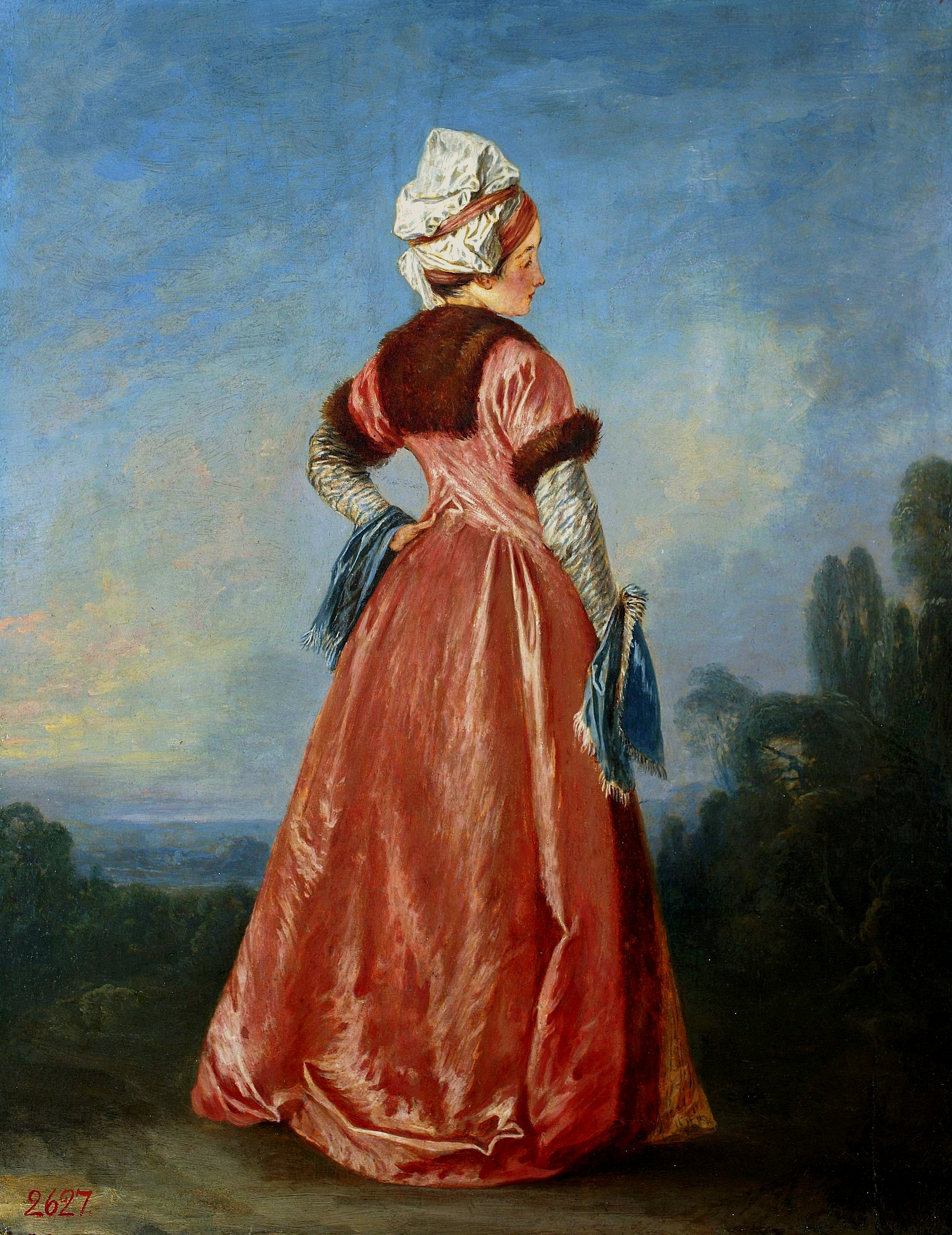
А. Ватто (?). Полька. 1710–1720-е годы Национальный музей, Варшава
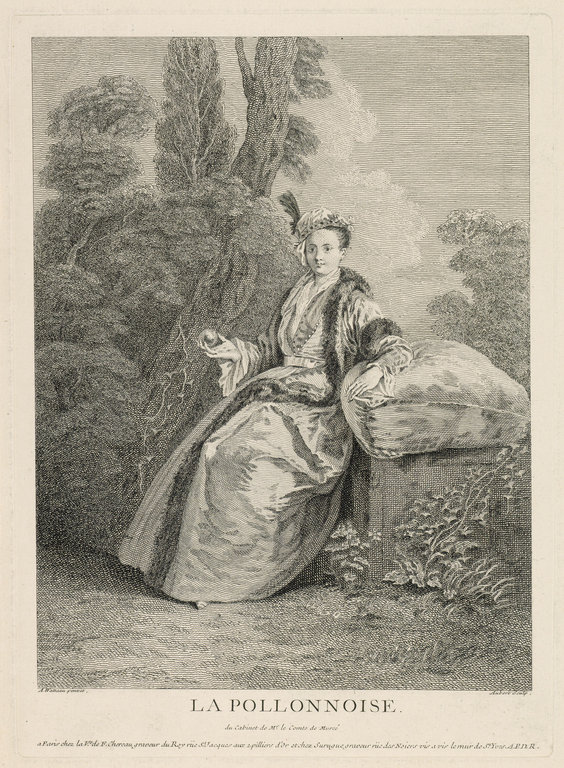
М. Обер. Сидящая полька. Гравюра с картины А. Ватто. 1730-е годы Лувр, Париж

### Основная литература
- Alis B. Mademoiselle Desmares de la Comédie-Française :  [фр.] / Bernard Alis. — Paris : Éditions Société des Écrivains, 2004. — 248 p. : ill., couv. ill. en coul. — ISBN 2-7480-1530-4. — OCLC 863628674.
- Alis B. Mademoiselle Desmares de la Comédie-Française :  [фр.] / Bernard Alis. — Châtillon : les Amis du vieux Châtillon, 2014. — 157 p. : ill. en coul. — ISBN 978-2-9513219-0-8. — OCLC 910889182.